# آبشار توکئوا
آبشار توکئوا (به انگلیسی: Toccoa Falls) آبشاری است که در کشور ایالات متحده آمریکا واقع شده‌است و بلندترین ریزشگاه آن ۵۷ متر ارتفاع دارد. حوضهٔ آبریز این آبشار، رود توکئوا است.